# Bayard Point
Der Bayard Point ist eine Landspitze an der Nordküste der Insel Südgeorgien im Südatlantik. Sie liegt zwischen den Einfahrten zum Ocean Harbour im Norden und zur Penguin Bay im Süden.
Benannt ist sie nach dem Walfangschiff Bayard im Besitz der norwegischen A/S Ocean Whaling Company, das als eines der ersten Schiffe die Walfangstation im Ocean Harbour anlief und dessen Wrack in dieser Bucht liegt.